# Günther Gräntz

Günther Gräntz

Günther Gräntz (* 26. Juli 1905 in Frankfurt am Main; † 30. April 1945 in Berlin) war ein Mitglied der SA und der NSDAP.

## Berufliche und politische Biographie

### Kaiserreich und Weimarer Republik
Nach dem Abitur 1924 absolvierte er zunächst eine zweijährige Kaufmannslehre und begann anschließend ein Studium der Volkswirtschaft und Rechtswissenschaften an der Universität Frankfurt am Main und der Westfälischen Wilhelms-Universität in Münster, welches er jedoch 1930 abbrach.
Bereits 1922 trat er der SA und zum 2. Juni 1925 der NSDAP bei (Mitgliedsnummer 5.274). Wenig später kam der Wieder-Eintritt in die SA, wo er am 15. September 1932 zum SA-Standartenführer in der SA-Gruppe West avancierte.

### Nationalsozialismus
Von der Machtübertragung an die Nationalsozialisten 1933 profitierte er insofern, als er als Angehöriger der NSDAP-Fraktion ab 5. März 1933 ein Mandat im Preußischen Landtag erhielt, welches er bis zu dessen formaler Auflösung am 14. Oktober 1933 innehatte. Etwa zur gleichen Zeit war er auch Mitglied des Kommunallandtags Wiesbaden und des Provinziallandtags Hessen-Nassau in Kassel. Es folgten weitere politische Aufwertungen, zum Beispiel war er 1933 kurzzeitig der Adjutant der SA-Untergruppe Hessen-Nassau-Süd und zwischen dem 15. September 1933 und dem 31. März 1934 Führer der SA-Brigade 49 (Frankfurt am Main). In der SA-Gruppe Hessen war er SA-Oberführer. 
Zwischen Februar und April 1934 war er Ratsherr der Stadt Frankfurt am Main. Vom 9. Juni 1934 bis 30. November 1935 war er Abteilungschef im Personalamt der Obersten SA-Führung (OSAF). Am 9. November 1934 war er zum SA-Brigadeführer befördert worden. Vom 1. Dezember 1935 bis zum 30. September 1936 war er Führer der SA-Brigade 162 »Minden-Nienburg«. Vom 1. Oktober 1936 bis zum 31. Januar 1942 war er Führer (bis 1. April 1937 mit der Führung beauftragt) der SA-Gruppe »Westmark« bzw. (nach Umbenennung ab 1. Juli 1941) der SA-Gruppe »Mittelrhein« in Koblenz. Am 1. Mai 1937 war er zum SA-Gruppenführer befördert worden.
Nachdem er bereits bei der Reichstagswahl am 29. März 1936 erfolglos kandidiert hatte, zog Gräntz am 10. April 1938 in den gleichgeschalteten „Großdeutschen“ Reichstag ein, wo er bis zu seinem Tod als Abgeordneter vertreten war. Nach Ernennung zum SA-Obergruppenführer am 30. Januar 1941 war er zuletzt noch vom 1. Februar 1942 bis zum 31. Dezember 1943 Führer der SA-Gruppe »Niedersachsen« (Sitz: Hannover). Anschließend leistete er Kriegsdienst als Hauptmann d. R. in einem Infanterie-Regiment. 1944 wurde er als Major d. R. aus der Wehrmacht entlassen.
Vom 1. Januar 1944 bis zu seinem Tod fungierte Gräntz als Führer der SA-Gruppe »Berlin-Brandenburg« (Sitz: Reichshauptstadt Berlin). Vom Oktober 1944 war er zudem Gaustabsführer des »Deutschen Volkssturms« im Gau Berlin; in dieser Funktion war er insbesondere ab Jahresbeginn 1945 ebenda als Organisator des »Volkssturms« und im April 1945 fanatischer Gefolgsmann des scharfmacherischen NS-Propagandachefs, Gauleiters und Reichsverteidigungskommissars Joseph Goebbels im umkämpften Berlin tätig. Während der letzten Häuser- und Straßenkämpfe in der Reichshauptstadt gegen die vordringenden Sowjet-Truppen kam Gräntz am letzten Apriltag 1945 etwa zur gleichen Zeit, als Adolf Hitler sich im »Führerbunker« erschoss, im Ortsteil Zehlendorf im Alter von 39 Jahren ums Leben.